# Drapelul Națiunilor Unite

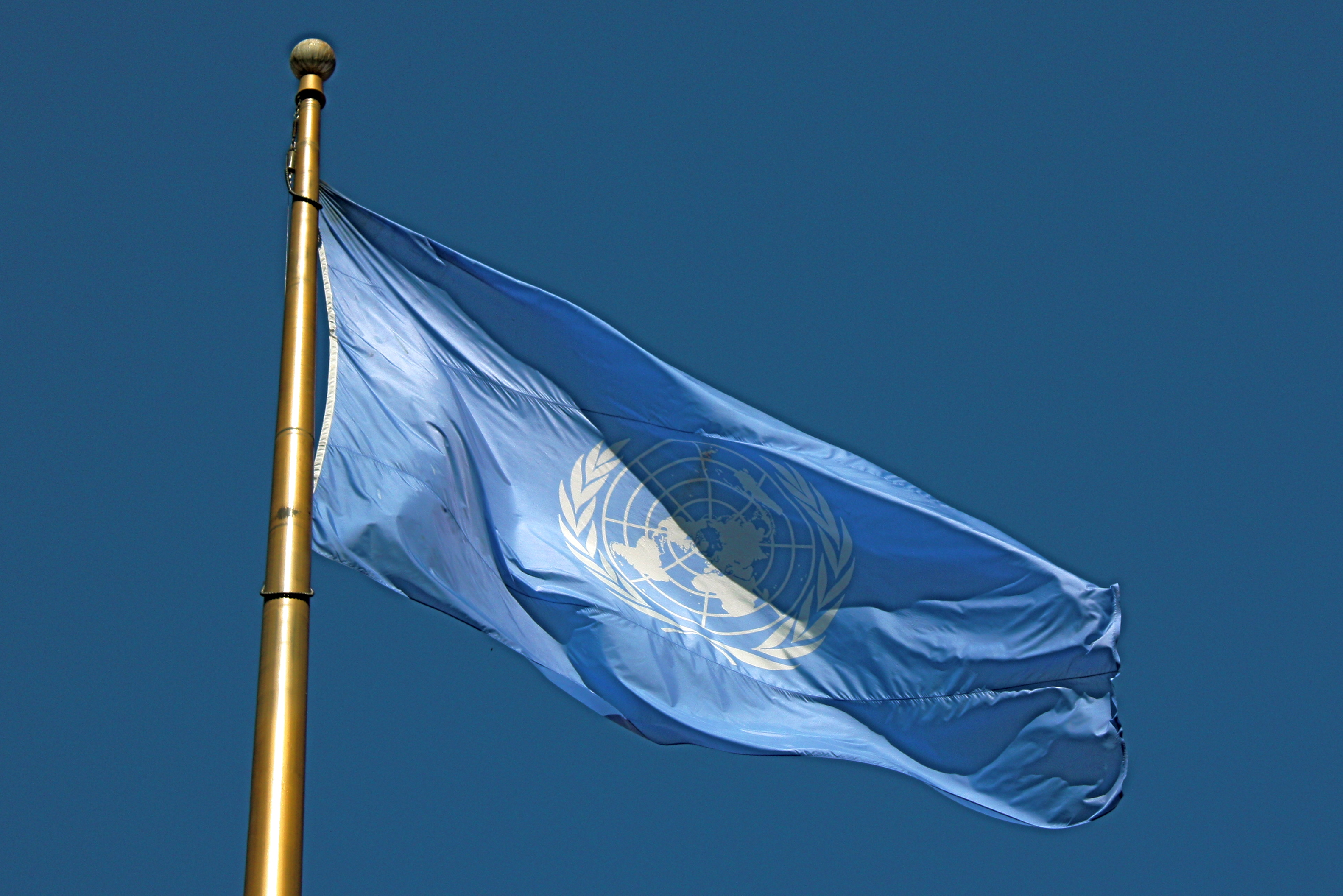
Steagul fluturând la United Nations Plaza din Centrul Civic, San Francisco, California

Drapelul Organizației Națiunilor Unite, a fost adoptat la 20 octombrie 1947 și este format din stema oficială a Organizației Națiunilor Unite în alb, pe un fond albastru.
Organizatorii Conferinței Națiunilor Unite din 1945 privind Organizația Internațională de la San Francisco, California, au vrut crearea unei insigne, de prins în piept, care să-i identifice pe delegați. Secretarul de Stat al Statelor Unite, Edward Stettinius, Jr., președintele delegației SUA, și-a dat seama că insigna ar putea deveni simbolul permanent al Organizației Națiunilor Unite. El a format un comitet condus de Oliver Lundquist care a dezvoltat un model care constă într-o hartă a lumii - într-o proiecție azimutală echidistantă - inconjurată de ramuri de măslin, model creat după un desen semnat de Donal McLaughlin. 
Culoarea albastră care apare în fundal a fost ales pentru a fi "opusul lui roșu, considerată culoarea războiului". Culoarea originală aleasă de grup, în 1945, a fost un gri albastru care este diferită de culoarea actuală a drapelului Națiunilor Unite. 
Ramurile de măslin sunt un simbol al păcii, iar harta reprezintă toate popoarele lumii.
În 1946, o comisie ONU a avut sarcina de a face un desen definitiv, care a fost prezentat la 2 decembrie 1946 și a fost adoptat de către sesiunea plenară a ONU la 7 decembrie 1946. Versiunea anterioară a globului era cu 90 de grade la est, comparativ cu prezentul drapel. Potrivit declarațiilor de presă, schimbarea a fost făcută pentru a muta America de Nord din centrul emblemei. 
Alb și albastru sunt culorile oficiale ale Organizației Națiunilor Unite.
În conformitate cu "Convenția cu privire la siguranță a Organizației Națiunilor Unite și personalul asociat", emblema și drapelul Organizației Națiunilor Unite pot fi utilizate de către personalul și misiunile ONU de menținere a păcii, ca un semn de protecție pentru a preveni atacurile în timpul unui conflict armat.
Niciun drapel nu este mai presus de drapelul Organizației Națiunilor Unite. Drapelul se arborează la fiecare zi națională sau oficială, dar și de Ziua Națiunilor Unite, care se sărbătorește la 24 octombrie.
Drapelul Organizației Națiunilor Unite poate fi pus, de asemenea, alături de alte drapele în garnizoane. Dimensiunile pentru garnizoane sunt de la 10 de picioare până la 30 de picioare.

## Utilizare
Conform Convenției privind siguranța personalului ONU și a personalului asociat, emblema și pavilionul Organizației Națiunilor Unite pot fi folosite de personalul și materialele misiunilor ONU de menținere a păcii ca semn de protecție pentru prevenirea atacurilor în timpul unui conflict armat.
Steagul Organizației Națiunilor Unite poate fi, de asemenea, arborat ca steag de garnizoană cu alte steaguri de țară. Dimensiunea garnizoanelor este de 10 picioare până la 30 de picioare.

## Diferite steaguri
Agențiile și organizațiile ONU
- Agenția Internațională pentru Energie Atomică (un organism independent de raportare al Organizației Națiunilor Unite) are un pavilion cu aceleași culori si frunze de măsline, dar cu simbolul central un model de atom Rutherford.
- Drapelul Organizației Internaționale a Aviației Civile, care este ca al ONU dar cu aripi suprapuse.
- Drapelul Organizației Internaționale a Muncii, care este ca al ONU, dar harta este înlocuită cu o roată și literele "OIM" în interiorul acestuia.
- Drapelul Organizației Maritime Internaționale a ONU este la fel ca cel al ONU dar adaugă două ancore.
- Drapelul Uniunii Internaționale a Telecomunicațiilor ONU este albastru și alb,un glob, fulgerul bolț, și literele "ITU".
- Drapelul UNESCO are aceleasi culori ca a Organizației Națiunilor Unite dar ca simbol are un tempu grec(posibil de PARTHENON), reprezentând știință, învățământ și cultură.
- Drapelul UNICEF, are ramuri de măsline și harta ca al ONU, dar cu o mamă și copilul incrustat pe harta lumii.
- Drapelul Uniunii Poștale Universale a ONU este albastru, cu logo-ul organizației în alb.
- Drapelul Organizației Mondiale a Sănătății este identic cu al ONU, cu un Rod de Asclepius, un simbol tradițional al sănătății, adăugat.
- Drapelul Organizației Meteorologice Mondiale, care este ca al ONU dar la care i-sa adăugat o linie de compas si inițialele "OMM / WMO"

IAEA
ICAO
ILO
IMO
UNESCO
UPU
WHO
WMO